# NGC 5537
NGC 5537 је спирална галаксија у сазвежђу Девица која се налази на NGC листи објеката дубоког неба.
Деклинација објекта је + 7° 3' 17" а ректасцензија 14h 17m 37,0s. Привидна величина (магнитуда) објекта NGC 5537 износи 14,3 а фотографска магнитуда 15,2. NGC 5537 је још познат и под ознакама MCG 1-36-32, CGCG 46-82, IRAS 14151+0717, PGC 51047.